# Ambactus
Ambactus o ambacto (en latín para vasallo o sirviente, es la palabra gala para "sirviente" o "criado". Está considerada una institución de vínculo de sumisión personal, como forma específica de clientela o servidumbre con una dependencia material importante.
El poeta romano Quinto Ennio utilizaba el vocablo como servus y Julio César en De bellum Gallicum 6, 15: habla de ambacti clientesque, "vasallos" o "sirvientes". El gramático romano Sexto Pompeyo Festo expone ambactus como "el que está alrededor en movimiento" (id ambactus que circumactus), compuesto por *amb- ("itinerante") y *ag- ("movimiento"). En galés está conectado con amaeth, "granjero".
En alemán se relaciona con ambaht y con la palabra escandinava amboht, "criada", que aparece en el Ormulum (c. 1200). En celta *ambaχtos, *ambiaχtos, "el que está alrededor", del que se deriva *ambaχtįa ("servicio"). De la misma raíz proviene la palabra francesa ambassade, la italiana ambasciata, la inglesa embassy o la española embajada.